# Premio del museo europeo dell'anno
Il Premio del museo europeo dell'anno, in inglese, European Museum of the Year Awards (EMYA), è un riconoscimento conferito ai migliori spazi museali europei.

## Descrizione
Istituito nel 1977 da Kenneth Hudson, viene assegnato ogni anno dal Forum Museo Europeo (European Museum Forum) sotto gli auspici del Consiglio d'Europa. Il museo che ottiene il premiato riceve e conserva per un anno un trofeo nominato The Egg, opera dello scultore Henry Moore.
Le candidature sono aperte a tutti i musei di recente apertura o che sono stati aggiornati e ampliati nel corso degli ultimi due anni precedenti il premio.
Kenneth Hudson ne è stato il direttore fino al 1999, seguito da Massimo Negri dal 2000 al 2010. 
Registrato come Charity inglese fino al 2010, è oggi gestito da un'Associazione con sede a Portimao, in Portogallo.

## Elenco dei vincitori del premio[1]
- 1977 -  Ironbridge Gorge Museum Trust, Ironbridge
- 1978 -  Museo civico Schloss Rheydt, Mönchengladbach
- 1979 -  Museo della Camargue, Arles
- 1980 -  Museum Catharijneconvent, Utrecht
- 1981 -  Museo di arte popolare, Nauplia
- 1982 -  Museo di arte e di storia, Saint-Denis
- 1983 -  Museum Sarganserland, Sargans
- 1984 -  Museo Zuiderzee, Enkhuizen
- 1987 -  North of England Open Air Museum, Stanley
- 1988 -  Brandts Klaedefabrik, Odense
- 1989 -  Museo Sundsvall, Sundsvall
- 1990 -  Ecomuseo dell'Avesnois a Fourmies, Fourmies
- 1991 -  Museo Leventis, Nicosia
- 1992 -  Museo della tecnica e del lavoro, Mannheim
- 1993 -  Museo di Alta, Alta
- 1994 -  Museo nazionale danese, Copenaghen
- 1995 -  Museo olimpico, Losanna
- 1996 -  Museo del contadino romeno, Bucarest
- 1997 -  Museo delle civiltà anatoliche, Ankara
- 1998 -  The Conservation Centre, Liverpool
- 1999 -  Museo francese delle carte da gioco, Issy-les-Moulineaux
- 2000 -  Guggenheim Museum Bilbao, Bilbao
- 2001 -  National Railway Museum, York
- 2002 -  Chester Beatty Library, Dublino
- 2003 -  Nuove British Galleries del Victoria and Albert Museum, Londra
- 2004 -  Museo archeologico, Alicante
- 2005 -  Museo del patrimonio nazionale, Arnhem
- 2006 -  CosmoCaixa, Barcellona
- 2007 -  Museo internazionale della Riforma, Ginevra
- 2008 -  Museo di arte Kumu, Tallinn
- 2009 -  Museo di Salisburgo, Salisburgo
- 2010 -  Ozeaneum, Stralsund
- 2011 -  Museo gallo-romano, Tongeren
- 2012 -  Museo di Madinat al-Zahra', Cordova
- 2013 -  Museo di Riverside, Glasgow
- 2014 -  Museo dell'innocenza, Istanbul
- 2016 -  Museo Abteiberg, Mönchengladbach
- 2017 -  Musée d'ethnographie de Genève, Ginevra
- 2018 -  Design Museum, Londra
- 2019 -  Museo Boerhaave, Leida
- 2020 -  Stapferhaus Lenzburg, Lenzburg
- 2021 -  Naturalis, Leiden
- 2022 -  Het Dolhuys, Haarlem